# Cantone di Yenne
Il Cantone di Yenne era una divisione amministrativa dell'arrondissement di Chambéry.
È stato soppresso a seguito della riforma complessiva dei cantoni del 2014, che è entrata in vigore con le elezioni dipartimentali del 2015.
Comprendeva i comuni di:
- La Balme
- Billième
- La Chapelle-Saint-Martin
- Jongieux
- Loisieux
- Lucey
- Meyrieux-Trouet
- Ontex
- Saint-Jean-de-Chevelu
- Saint-Paul
- Saint-Pierre-d'Alvey
- Traize
- Verthemex
- Yenne